# Moulotte
Moulotte é uma comuna francesa na região administrativa de Grande Leste, no departamento de Meuse. Estende-se por uma área de 5,53 km². Em 2010 a comuna tinha 98 habitantes (densidade: 17,7 hab./km²).